# Mariano Moreno
Mariano Moreno, argentinski politik, odvetnik, novinar in diplomat, * 23. september 1778, Buenos Aires, † 4. marec 1811.